# لورد ويليام كامبل
لورد ويليام كامبل (بالإنجليزية: Lord William Campbell)‏ هو سياسي أمريكي، ولد في 11 يوليو 1730، وتوفي في 4 سبتمبر 1778. انتخب عضو مجلس الشعب في برلمان بريطانيا العظمى وانتخب List of lieutenant governors of Nova Scotia ‏.